# Мосуллу
Мосуллу или Маусиллу (азерб. Mosullu oymağı) — одно из наиболее активных тюркских племён, действовавших на территории империй Ак-Коюнлу и Сефевидов. Это было одно из племён, входивших в состав кызылбашских племён во времена империи Сефевидов. В империи Сефевидов племя мосул, более известное как туркмены, было племенем, из которого происходили матери нескольких шахов.
Этимология названия происходит из региона Мосула.

## История
По мнению тюркского историка Туфана Гундуза и Джона Э. Вудса, племя Мосул было одним из трёх основных племён, правивших империей Ак-Коюнлу. Двумя другими племенами были Пёрнак и Баяндурлу. Основные районы, которые они контролировали, находились вокруг Диярбакыра и Иревана. Сначала, в 1451 году, когда возник конфликт по поводу престолонаследия в Аггоюнлу-бее, они поддерживали Хамза-бея, сына Гара Юлуг Осман-бея, и шейха Хасана, но позже обратились за поддержкой к Узун Хасану. В 1475 году, после поражения брата Узун Хасана Увейса, город Урфа был отдан племени Мосул.
Племя Мосул сыграло важную роль в формировании империи Сефевидов. Шах Исмаил дважды женился на девушках из племени Мосул, игравшего важную роль в административной системе Кызылбаша, и мать его преемника Тахмасиба I также была из этого племени. Кроме того, жена Тахмасиба I была из этого племени и два сына от неё стали королём. Это Исмаил II и Мухаммад Худабан. Так, бабушка по отцовской линии Аббаса I, одного из сильнейших сефевидских правителей, была из этого племени. Мосул-туркманское племя поддержало Исмаила Мирзу, мать которого также была из этого племени, во время смуты во дворце Сефевидов после смерти Тахмасиба I и борьбы за престол между двумя принцами — Гейдар Мирзой и Исмаил Мирзой. Кроме того, мосуло-туркманское племя восстало во время правления Мухаммада Худабанды и потребовало наказания эмиров Шамли и устаджли, убивших их брата Амира хана Мосул-Туркмана. В то время Хамза Мирза, сын Худабандана, фактически управлявший империей, решительно отверг их требования. Так, жители Мосула, поддержанные Текали, сначала хотели убить эмиров Устагли и Румлу, особенно Алигулу-хана, причастных к убийству.
После того как эти требования были отклонены Хамза Мирзой, они хотели, чтобы байскарцы были сосланы в отдалённые места. Их требования были отвергнуты решительным наследным принцем. В этом случае жители Мосула и такели высказали мнение, что они хотят не воевать против него, а использовать свои силы против османского гарнизона в Тебризе. Но и на этот раз представители каджарских, афшарских и других племён, соседних с Хамза Мирзой, выразили недовольство таким упрямым поведением шаха, а также тем, что он вызвал раздор среди кызылбашских племён, чтобы защитить некоторых эмиров. Но Хамза Мирза лично напал на них с мечом и убил их лидеров. В ответ мосул-туркмены и Такалилат похитили из дворца его 10-летнего брата Тахмасиба Мирзу, отвезли его в столицу Казвин и объявили королём. Хамза Мирза, выступивший против них со своей армией, победил их. Руководители восстания Мухаммад-хан Туркман и Мусаиб-хан Текали были взяты в плен. Вали-хан погиб во время боя.
Энвер Чингизоглу пишет, что с созданием империи Сефевидов жители Мосула слились с парнаками и стали называться туркменами, и с этим именем они были включены в список племён кызылбашей. Но были и те, кого сюда не включили. Он утверждает, что Багдадом правили эти молсулы или туркменские полководцы со времён Исмаила I, и добавляет, что Исмаил I имел в виду их в этом стихотворении:
Песня араба, обитель исчерпана,
В Багдаде, несмотря ни на что, вырывается туркмен.
Чингизоглу утверждает, что большая ветвь мосульского клана поселилась в Мугане и Карабахе и позже стала называться Текле.

## Известные члены
1. Бекташ бек Мосуллу — человек, заложивший основу.
  1. Осман (ум. 1436)
  2. Мухаммад (ум. 1451)
  3. Амир I (ум. 1473) — главнокомандующий армией Аггоюнлу и правитель Шираза.
    1. Хасан
    2. Гулаби I (ум. 1491, убит Сулейман беем Быджаноглу и правил Эрзинджаном.[10]
      1. Гайытмаз (ум. 1507)
      2. Амир II (ум. 1522) — страж Тахмасиба I и Эрзинджана
        - Девушка, имя которой неизвестно, была замужем за Рузаги, управляющей администрацией Битлиса..
          1. Шараф Хан Битлиси

        - Мерджимек (ум. 1528)
        - Масум (ум. 1528)
        - Гулаби II (ум. 1528)

      3. Ибрагим (ум. 1528) — был судьей Багдада и был убит Зульфикар-беем. [11]
        - Малик Гасим (ум. 1529)
          - Мухаммад (приемный брат Тахмасиба I)[12]

      4. Али-бей или Нохуд Султан под другим именем
        1. Зульфикар (ум. 1529) получил Багдад от Ибрагима, другого представителя мосулов, и передал его Османам по приказу Тахмасиба Я.
        2. Али — убил Зульфикара по приказу Тахмасиба I.

      5. Исмаил

    3. Фулад

  4. Суфи Халил (ум. 1491, убит Сулейман беком Биджаноглу.[13]) — Шеки и Шираз{ Он был судьей {sfn|Dunietz|2015|p=116}} городов и регентом Султана Байсунгура.[14]
    1. Джамчид (ум. 1491)
    2. Шейх Али (ум. 1492)
    3. Исмаил (ум. 1496)
    4. Юсиф
    5. Бекташ
    6. Ягуб

  5. Нурали
  6. Пир Омар
  7. Кутбуддин
  8. Хамза-бек
    1. Мехмед-бек
      1. Таджлы-хатун — жена Исмаила I и мать Тахмасиба I.

  9. Бакр (ум. 1491, убит Сулейман беком Быджаноглу и правил Астарабадом.
    1. Иисус[15]
      1. Муса бек Тюркман — судья или бейларбей Азербайджана.[16]
      2. Султанум Бейим — жена Тахмасиба I и мать Мухаммада Худабанды и Исмаила II.[17][5] Некоторые источники утверждают, что Султаним Бейим является дочерью Муса-бея.[16]

Также из этого племени Амир-хан Мосул-Туркман был одним из самых могущественных полководцев своего времени и служил бейларбеем Тебриза в 1577—1584 годах.